# Antofagasta (Bolivia)
Antofagasta es una localidad de las tierras bajas de Bolivia, ubicada en el municipio de San Carlos de la provincia de Ichilo en el departamento de Santa Cruz.
La localidad se encuentra a una altitud de 265 m s. n. m. en la cabecera del Arroyo Tacuarel, 18 kilómetros al este del río Yapacaní, que fluye a través del río Grande hasta el río Mamoré.
A fines de  2022 la región sufrió unos incendios, incluyendo la comunidad de Antofagasta.

## Geografía
Antofagasta se encuentra al este de la Cordillera Oriental de Bolivia en el borde occidental de las tierras bajas orientales. El clima de la región es el clima completamente húmedo de los subtrópicos con un perfil de temperatura equilibrado durante todo el año y también solo con pequeñas fluctuaciones de temperatura durante el transcurso del día.
La temperatura promedio promedio de la región es de alrededor de 24 °C y varía muy poco entre casi 21 °C en junio y julio y 26 °C de noviembre a febrero. La precipitación anual es de más de 1500 mm, la temporada de lluvias dura de octubre a marzo y alcanza valores mensuales superiores a 250 milímetro

## Transporte
Antofagasta se encuentra a 144 kilómetros por carretera al noroeste de Santa Cruz de la Sierra, la capital departamental.
Desde Santa Cruz, la carretera nacional pavimentada Ruta 4 conduce a través de Warnes y Montero a Portachuelo y desde allí más al oeste hasta Cochabamba y posteriormente hasta la frontera con Chile. Diez kilómetros al oeste de Portachuelo, un camino de tierra hacia el norte se bifurca de la Ruta 4, que llega a Santa Rosa del Sara después de 37 kilómetros y luego a través de la Ruta 35 a Antofagasta 22 kilómetros más al oeste.

## Demografía
La población del pueblo aumentó alrededor de una quinta parte en la década entre los dos últimos censos:
| Año  | Habitantes           | Fuente |
| ---- | -------------------- | ------ |
| 1992 | sin datos de detalle | Censo  |
| 2001 | 706                  | Censo  |
| 2012 | 840                  | Censo  |